# Julia (film)
Julia, český název Julie / Julia, je americký film z roku 1977. Režíroval jej Fred Zinnemann a Julii si zahrála Vanessa Redgraveová, spisovatelku Lillian Hellmanovou hrála Jane Fondová, Dashiella Hammetta, Jason Robards a ve své první epizodní roli se zde objevila také Meryl Streepová.

## Oskary
Film byl nominován v jedenácti kategoriích (herec v hlavní roli, herec ve vedlejší roli, herečka v hlavní roli, herečka ve vedlejší roli, scénář, nejlepší film, nejlepší adaptovaný scénář, kamera, kostýmy, střih a hudba.) Své Oscary pak získali Vanessa Redgraveová (herečka HR), Jason Robarts (herec v HR) a Alvin Sargent za scénář.
Kromě tří Oskarů pak představitelé získali ceny BAFTA (nejlepší film, scénář a herečka pro Jane Fondovou), Vanessa Redgraveová i Jane Fondová pak získaly i Zlatý glóbus.

## Dějová zápletka
Na počátku příběhu se setkáváme s Lillian Hellman, spisovatelkou a dramatičkou, která se právě pokouší napsat svou první divadelní hru. Jejím rádcem je její přítel spisovatel Dashiell Hammett, který ji vybídne k cestě do Evropy za přítelkyní Julií.
V retrospektivách pak Lillian vzpomíná na dětství, jehož část prožila se svou nejlepší přítelkyní Julií na britském venkově. Liliian hledá Julii ve Vídni, ale Julia je kvůli svým protinacistickým postojům zraněna při jedné z bojůvek a Lillian jí nachází v nemocnici v bezvědomí. Po jedné z operací Julia zmizí a Lillian je řečeno, že zemřela. Po marném pátraní se Lillian vrací do USA, kde konečně dopíše svou hru Lištičky (Little foxes). Hra je přijata s úspěchem a Lillian je pozvána do Moskvy na divadelní festival.
Lillian vyhledá Johan, Juliin spolupracovník, který jí oznámí, že Julia žije, a požádá Lillian o propašování vysoké peněžní částky na boj proti nacismu.
Lillian souhlasí a při cestě do Moskvy vlakem činí zastávku v Berlíně, kde má dojít k předání. Lillian úspěšně propašuje peníze v čepici a setká s Julií v Berlíně. Ta jí prozradí, že má dítě, které je schováno někde ve Francii.
Lillian v Moskvě zjistí, že Julia byla zavražděna, a začíná hledat její dceru, což se jí přes všechno úsilí nepodaří. Vrací se tedy s nepořízenou do USA a celý život na svou přítelkyni vzpomíná.

## Obsazení
| Jane Fondová        | Lillian Hellmanová |
| Vanessa Redgraveová | Julia              |
| Jason Robards       | Dashiell Hammett   |
| Maximilian Schell   | Johan              |